# 111818 Deforest
111818 Deforest è un asteroide della fascia principale. Scoperto nel 2002, presenta un'orbita caratterizzata da un semiasse maggiore pari a 3,0136325 UA e da un'eccentricità di 0,2810656, inclinata di 3,20375° rispetto all'eclittica.